# ایالت چین (دودمان ژو)
چین یا شین (چینی: 秦؛ ویدجایلز: ch'in) ایالت تاریخی در چین طی حکومت دودمان ژو بود. طبق رسوم تاریخ این ایالت به سال ۸۹۷ پ. م، با بازپس‌گیری سرزمین‌های غربی که توسط رونگ اشغال شده بود، برمی‌گردد. جایگاه غربی این ایالت در تمدن چین به آن‌ها اجازه توسعه و پیشروی می‌داد؛ این توسعه و پیشروی برای ایالت‌های رقیب آن‌ها در دشت شمال چین امکان‌پذیر نبود. به دنبال اصلاحات قانون‌گرایی دامنه‌دار در قرن چهارم پیش از میلاد، این ایالت تبدیل به یکی از ایالت‌های برتر در میان هفت ایالت جنگ‌طلب شد و در نهایت چین شی هوآنگ همه این ایالت‌ها را در سال ۲۲۱ پ. م متحد کرد و دودمان چین را بنیان نهاد. این امپراطوری با وجود مدت فرمانروایی کمش، تأثیرات زیادی را بر تاریخ چین گذاشت.

## تاریخچه

### بنیانگذاری
سیما چیان، تاریخ‌نگار قرن ۲ پ. م، در کتاب شیجی نوشته است که اصالت ایالت چین به جوان سیون، یکی از پنج امپراتور افسانه‌ای باستان، بازمی‌گردد. امپراتور شون به یکی از نوادگان جوان سیون به نام بویی، نام خانوادگی یینگ را اهدا می‌کند. طی دودمان شیا و دودمان شیانگ، طایفه یینگ به دو بخش تقسیم شد؛ بخش غربی آن در امتداد فلات اوردوس تا کوآنچیو (امروزه شهرستان لی از استان گانسو) کوچیدند و بخش شرقی آن‌ها در شرق رودخانه زرد (امروزه شانشی) ساکن شدند. بخش شرقی اجداد پادشاهان ژائو خواهند بود.
طایفه یینگ غربی فرمانروایان سرحدات ناحیه لیشیان بودند که نقش سپر دودمان شیانگ دربرابر وحشی‌های رونگ غربی داشتند. یکی از اعضای طایفه یینگ به نام فیزی، با مهارت‌های پرورش اسبش به قدری پادشاه شیائو ژو رو تحت تأثیر قرار داد که باعث شد پادشاه به وی زمین‌هایی جدا در دره چین (امروزه در شهرستان چینگشوی) به عنوان پاداش بدهد و بخش جدیدی در طایفه یینگ به وجود آید. مقر وی چین‌یی نام داشت. هر دو بخش غربی طایفه یینگ در میان قبیله‌های رونگ می‌زیستند؛ گاهی اوقات با رونگ‌ها می‌جنگیدند و گاهی نیز با آن‌ها ازدواج می‌کردند.
در نظر برخی اندیشمندان، دلیل پرورش خوب اسب توسط یینگ‌ها، ارتباط اجداد آن‌ها با قبایل کوچروست. همین نزدیکی با اقوام کوچرو باعث می‌گردید تا دیگر ایالت‌ها نگاه تحقیرآمیزی به ایالت چین داشته باشند.
در سال ۸۴۲ پ. م، اشراف علیه پادشاه لی فاسد در کودتایی معروف به «آشوب هم‌میهنان» شوریدند و او را در سال بعد سرنگون ساختند، در نتیجه کشور دچار هرج‌ومرج شد. قبایل رونگ از این آشوب استفاده کردند، علیه ژو شوریدند و به شاخه اصلی طایفه یینگ در کوآنچیو یورش بردند و همهٔ طایفه را از دم تیغ گذراندند، در نتیجه تنها شاخه فرعی طایفه یینگ در چین‌یی از بخش غربی طایفه یینگ باقی ماند. پس از به تخت نشستن پادشاه شوآن ژو در سال ۸۲۷ پ. م، وی چین ژونگ، نواده فیزی، را فرمانده سپاهیان برای جنگ با رونگ‌ها کرد، دو سال بعد چین ژونگ در جنگ کشته شد و پسر بزرگش حاکم ژوانگ جانشینش شد. برای گرامیداشت وفاداری چین ژونگ، پادشاه شوآن حاکم ژوانگ و چهار برادرش را فراخواند و به آن‌ها هفت هزار سرباز داد. برادران یینگ باموفقیت رونگ را شکست دادند و زمین‌های از دست رفته شاخه اصلی طایفه یینگ را بازپس‌گرفتند؛ پادشاه شوآن نیز منطقه کوآنچیو را رسماً به آن‌ها پاداش داد. سپس حاکم ژوانگ مقرش را از چین‌یی به کوآنچیو تغییر داد؛ وی سه پسر داشت. پس از مرگش در سال ۷۷۸ پ. م؛ پسر بزرگش شیفو خواهان ادامه جنگ با رونگ و گرفتن انتقام پدربزرگش بود؛ برای همین جانشینی را رد کرد، در نتیجه پسر دوم حاکم شیانگ بر مسند رهبری طایفه یینگ می‌نشیند. دیری نپایید که برای برقراری صلح در سال ۷۷۷ پ. م؛ حاکم شیانگ، خواهرش، مو یینگ را به عقد یک رهبر رونگ، به نام پادشاه فِنگ درآورد. سال بعد، او پایتخت را از کوآنچیو را به شهر شرقی‌تر چیان (امروزه شهرستان لونگ) انتقال داد، ولی شهر دوباره بلافاصله پس از رفتنش به دست رونگ افتاد، برادر بزرگ‌ترش شیفو، که مسئول دفاع از کوآنچیو بود، اسیر شد ولی یک سال بعد آزاد شد.
در سال ۷۷۱ پ. م، مرزبان شن با همکاری ایالت زنگ و قبایل چوانرونگ به پایتخت ژو، هائوجینگ، حمله و آن را تسخیر کرد؛ پادشاه یو ژو را کشت و به دودمان ژو غربی پایان داد. حاکم شیانگ به همراه سپاهش، پسر پادشاه یو، پادشاه پینگ را به لویی، پایتخت جدید ژو خاوری، همراهی کرد. پادشاه پینگ برای قدردانی از خدمات حاکم شیانگ، او را به یک فرمانروای مستقل ارتقا داد و چین را از یک ایالت وابسته به یک ایالت تبعه با اختیارات تام تبدیل کرد و قول سرزمین‌های غرب چیشان، که سرزمین اصلی سابق دودمان ژو بودند، را در صورت دفع اشغالگران رونگ به چین داد. فرمانروایان بعدی چین به این قول دلگرم بودند و چندین لشکرشی دربرابر رونگ انجام دادند؛ در نهایت چین سرزمین‌های فراتر از سرزمین‌های از دست داده ژو را به دست آورد. در نتیجه ایالت چین، پادشاه ون و وو از ژو را پیشینیان خودشان می‌دیدند و خود را جانشین برحق میراث آن‌ها می‌پنداشتند.

### دوره بهار و پاییز
دغدغه ایالت چین، رونگ در غرب بود؛ بنابراین در دوره بهار و پاییز(۷۲۲–۴۸۱ پ. م) برخورد کمی با سایر ایالت‌های چین مرکزی داشتند، مگر با ایالت همسایه شرقی جین، که دست‌نشانده ایالت ژو بودند. چین به وسیله ازدواج‌های بین طایفه‌های سلطنتی روابط خوبش با ایالت جین حفظ می‌کرد، ولی روابطشان گاه‌به‌گاه توسط درگیری‌های مرزی خراب می‌شد.
طی اوایل حکومت حاکم مو از چین، ایالت جین تحت حکومت حاکم شیان از جین به یک ایالت نیرومند تبدیل شده بود. بااین‌حال، پس از مرک حاکم شیان، جین به خاطر جنگ پسرانش برای جانشینی، دچار درگیری داخلی شد. یکی از این پسران درگیری را پیروز شد و تبدیل به حاکم هویی از جین شد. سپس جین وارد قحطی شد، درنتیجه حاکم هویی از چین درخواست کمک کرد. حاکم مو به خاطر خیرخواهی به سبب ازدواج با خواهر ناتنی حاکم هویی، به جین آذوغه و ابزار کشاورزی فرستاد. بااین‌حال سال بعد وقتی که چین دچار قحطی شد، حاکم هویی از ارسال تجهیزات برای جبران سرباز زد که باعث بدتر شدن روابط چین و جین شد و جنگی در سال ۶۴۵ پ. م درگرفت که نتیجه آن شکست جین و اسارت حاکم هویی بود. حاکم مو، یک سال بعد حاکم هویی را پس از واگذاشتن چندین سرزمین و امضای قرارداد اتحاد آزاد کرد.
حاکم مو، هنگام جنگ با جین اتفاقی دربارهٔ برادر تبعیدی حاکم هویی، چونگ، که به ایالت چو پناهنده شده بود، شنید. حاکم مو پس از مشورت با زیردستانش، فرستاده‌ای را برای دعوت از چونگ به ایالت چو فرستاد و از وی دربرابر برادرش حاکم هویی پشتیبانی کرد، پس از شکت حاکم هویی، برادرش با عنوان حاکم ون بر مسند قدرت نشست. حاکم ون قدردان حاکم مو بود برای همین روابط چین و جین بهبود یافت. با آرام شدن مرزهای شرقی، حاکم مو از فرصت استفاده کرد و شروع به جنگ با قبایل رونگ در غرب کرد.
در سال ۶۳۰ پ. م، چین و جین برای جنگ با ایالت ژنگ، هم‌داستان شدند، ولی فرستاده ژنگ با رایزنی حاکم مو را از جنگ منصرف کرد. در سال ۶۲۷، نقشه‌ای پنهانی برای جنگ با ژنگ کشید ولی با ترفند ژنگ مبنی بر آماده بودنشان، از جنگ منصرف شد و دستور عقب‌نشینی داد. تا این زمان حاکم ون مرده بود و اتحاد او با حاکم مو دیگر ارزشی نداشت. جانشین حاکم ون، حاکم شیانگ، دستور داد برای ارتش درحال عقب‌نشینی چین کمین بگذارند. ارتش چین در نبرد شیائو (امروزه در شهرستان لوونینگ) با تلفات سنگینی شکست خورد و هر سه فرمانده‌اش اسیر شدند. سه سال بعد، چین به جین حمله کرد و پیروزی بزرگی کسب نمود. حاکم مو پس از برگذاری خاکسپاری برای کشته شدگان نبرد شیائو لشکرکشی بیشتر به شرق را رد کرد و به سیاست مرسوم چین مبنی بر استوار کردن و توسعهٔ چین در غرب پرداخت. دستاوردهای حاکم مو در غرب و همچنین رسیدگی وی به روابط خارجی با جین باعث به دست آوردن جایگاهی برای او در میان پنج رهبر برتر دوره بهار و پاییز شد.

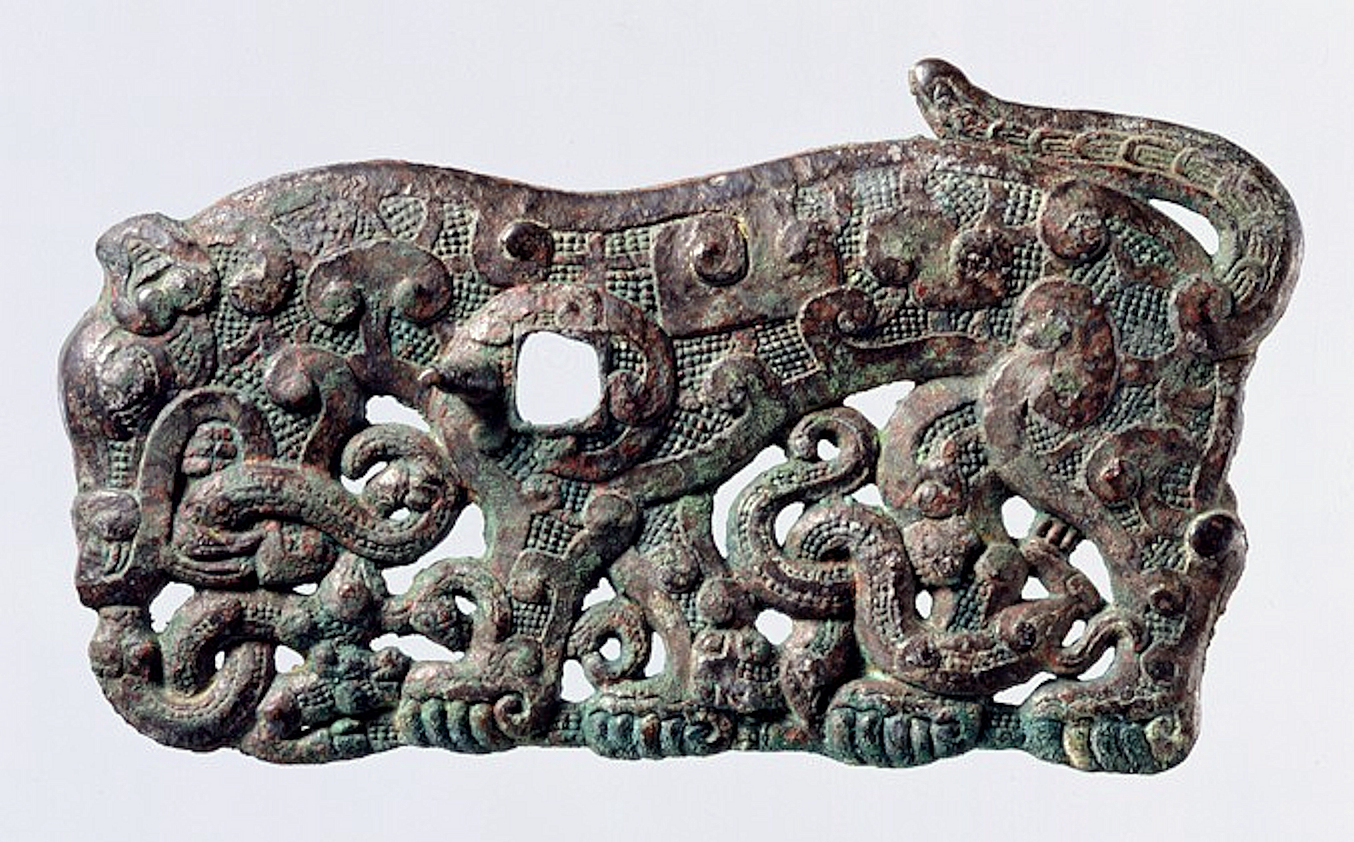
نشان کمربند با شکل گرگ با شمایل چینی. قرن چهارم پ. م

نقشه چین، قرن پنجم پیش از میلاد

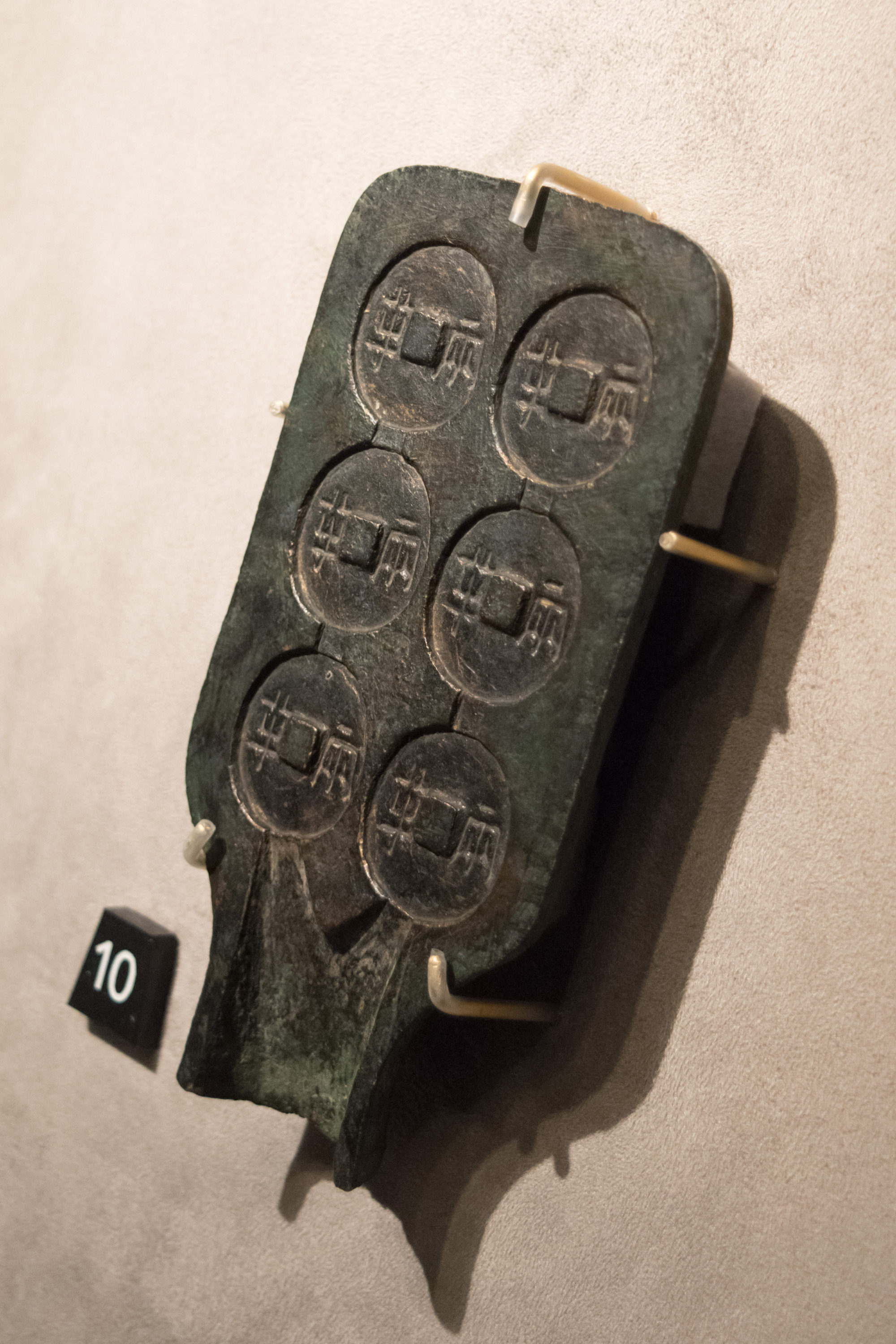
سکه‌های مربوط به ایالت چین

در سال ۵۰۶ پ. م، پادشاه هلو از وو، ایالت چو را در نبرد باجو شکست داد و پایتخت چو، یعنی یینگ (امروزه جیانگژو) را به تصرف درآورد. وو زیژو، مشاور هلو، که توسط پادشاه فقط چو، پادشاه پینگ، تبعید شده بود و به دنبال انتقام برای مرگ دردناک پدر و برادرش بود، قبر پادشاه پینگ را نبش قبر کرد و به جنازه او شلاق زد. این یک تحقیر بزرگ برای ایالت چو بود، برای همین یکی از مقامات چو به نام شن بائوژو که دوست قدیمی وو زیژو بود به دربار چین سفر کرد و از حاکم آی از چین برای بازپسگیری پایتخت درخواست یاری کرد. در ابتدا حاکم آی درخواست را رد کرد، بنابراین شن بائوژو هفت روز در حیاط قصر به گریه و زاری پرداخت که باعث شد حاکم آی تحت تأثیر ازخود گذشتگی او قرار گیرد و سپاهی را برای کمک به چو روانه کند. شعر معروف «بی‌جامه» در کتاب شی چینگ، یک آواز جنگی سروده حاکم آی برای بالا بردن روحیه سپاهیان چین است. در سال ۵۰۵ پ. م، نیروهای مشترک چو و چین در چندین نبرد، وو را شکست دادند، در پایان پادشاه ژائو از چو به پایتخت پس‌گرفته بازگشت.

### دوره ایالت‌های جنگ‌طلب

#### افول زودرس
در اوایل دوره ایالت‌های جنگ‌طلب که همسایگان چین در دشت‌های مرکزی به سرعت در حال توسعه و پیشرفت بودند، چین هنوز در وضعیت توسعه‌نیافتگی و افول قرار داشت. ایالت وی که از تقسیم جین تشکیل شده بود به قدرتمندترین ایالت در مرز شرقی چین تبدیل شد. چین بیشتر به موانع دفاعی طبیعی در شرق مانند گذرگاه هانگو (امروزه در شمال شرقی لینگبائو، هنان) و گذرگاه وو (امروزه در شهرستان دانفنگ) برای محافظت از سرزمین مرکزی گوانژونگ متکی بود. بین سال‌های ۴۱۳ تا ۴۰۹ پ. م در زمان حکومت حاکم جیان چین، ارتش وی به رهبری وو چی، با پشتیبانی ژائو و هان، به چین حمله کردند و برخی از مناطق چین در غرب رودخانه زرد را فتح کردند.

#### اصلاحات قانون‌گرایان
پس از متحمل شدن شکست در نبردها با ایالت‌های رقیب مانند وی، حاکمان چین باپرکاری اصلاحات اجتماعی، قانونی و اقتصادی را دنبال کردند. هنگامی که حاکم شیائو به سلطنت رسید، اعلامیه ای صادر کرد که در آن از افراد با استعداد (شامل دانشمندان، مدیران، نظریه پردازان و نظامیان) از ایالت‌های دیگر دعوت کرد تا وارد چین شوند و در اصلاحاتش به او کمک کنند، او وعده پاداش مناصب و اراضی عالی در چین در قبال خدماتشان را داد.
شانگ یانگ یکی از این استعدادهای خارجی بود که با وجود مخالفت شدید سیاستمداران محافظه‌کار چین، با حمایت حاکم شیائو، یک سری اصلاحات قانون‌گرایی را با موفقیت انجام داد. حق ارشدی لغو شد، به همه مردم عادی حقوق شهروندی داده شد. بسیاری از آنها در دسته‌های جدید برای افزایش تولید کشاورزی اسکان داده شدند. شایسته‌سالاری در سراسر کشور، به ویژه در ارتش برقرار شد، سربازان و افسران، با توجه به مشارکت خود، صرف نظر از گذشته‌شان، پاداش‌های کافی دریافت می‌کردند. با این حال، قوانین سخت و محکمی نیز وضع شد؛ مجازات‌های سختی برای کوچک‌ترین تخلف در نظر گرفته شد که حتی اشراف و خانواده سلطنتی نیز در امان نبودند. پس از چند دهه، این اصلاحات چین را از نظر اقتصادی و نظامی تقویت کرد و آن را به یک ایالت بسیار متمرکز با یک سیستم اداری کارآمد تبدیل کرد.
پس از مرگ حاکم شیائو، پادشاه هوی‌ون فرمانروای جدید چین شد و شانگ یانگ را به اتهام خیانت با ارابه پاره کردند، برخی بر این باور بودند که پادشاه کینه شخصی نسبت به شانگ در دل داشت، زیرا او در نوجوانی تحت سیستم اصلاحات شانگ به دلیل یک تخلف جزئی مجازات شده بود. با این‌حال، پادشاه هوی‌ون و جانشینانش سیستم اصلاحات شانگ یانگ را حفظ کردند و به ایجاد پایه و اساس اتحاد نهایی چین تحت سلسله چین در سال ۲۲۱ پ. م کمک کردند. هان فی، که یک محقق قانون‌گرا بود؛ نظریه‌های شانگ یانگ را با ایده‌های شن بوهای و شن دائو ترکیب کرد و هستهٔ اصلی فلسفه‌های قانون‌گرایی را تشکیل داد. چین در اواخر سده سوم پ. م پس از این اصلاحات ترقی یافت و به عنوان یکی از ابرقدرت‌های هفت ایالت جنگ‌طلب پدیدار شد.

#### سلطه
پس از اصلاحات شانگ یانگ، قدرت چین با سخت کوشی مردم چین در قرن بعدی به رشد خود ادامه داد. پادشاهان چین مجوز ساخت بسیاری از پروژه‌های آبادانی کشور، مانند آبراهه‌های آبیاری و سازه‌های دفاعی را صادر کردند.
یکی از آشکارترین نتایج اصلاحات، تغییر در ارتش چین بود. پیش از این، ارتش تحت کنترل اشراف چین بود و شامل قشون فئودالی بود. پس از اصلاحات شانگ یانگ، سیستم اشرافیت منسوخ و سیستم شایسته‌سالاری جایگزین آن شد، که در آن شهروندان عادی از فرصت‌های برابر با اشراف برای پیشرفت به درجات عالی برخوردار بودند. علاوه بر این، نظم و انضباط نظامی به شدت اعمال شد و نیروها برای سازگاری بهتر با موقعیت‌های مختلف جنگ آموزش داده می‌شدند. قدرت نظامی چین با حمایت کامل کشور تا حد زیادی افزایش یافت. در سال ۳۱۸ پ. م، ایالت‌های وی، ژائو، هان، یان و چو با هم متحد شده و به چین حمله کردند، ولی نتوانستند از گذرگاه هانگو عبور کنند و با ضدحمله نیروهای چین شکست خوردند. این ائتلاف به دلیل بی‌اعتمادی و سوء ظن و عدم هماهنگی بین پنج کشور فروپاشید. اصلاحات شانگ یانگ جدا از تأثیرات بر ارتش چین، نیروی کار را برای پروژه‌های کارهای عام‌المنفعه متعدد با هدف تقویت کشاورزی افزایش داد و این امکان را برای چین فراهم کرد که آذوغه سپاه بیش از یک میلیونی را نیز تأمین کند. این شاهکار را هیچ ایالتی به جز چو نمی‌توانست در آن زمان انجام دهد. چین با فتح ایالت‌های جنوبی با و شو در استان سیچوان امروزی نیز برتری‌های استراتژیک بزرگی را برای چین به ارمغان آورد. زمین‌های نواحی جدید بسیار حاصلخیز بودند و به عنوان «حیاط خلوت» برای تدارکات و نیروی انسانی افزوده عمل می‌کردند. برای رقبای چین حمله به با و شو سخت بود، زیرا این سرزمین‌ها در اعماق کوه‌های بالادست رودخانه یانگ تسه قرار داشتند. در همان زمان، موقعیت استراتژیک چین در با و شو، بستری مناسب برای حمله به ایالت‌چو، که در پایین دست یانگ تسه قرار داشت، فراهم کرد.

#### اقدامات علیه چو
در زمان سلطنت پادشاه هوی‌ون از چین، ایالت چو در جنوب شرقی هدف تجاوزات چین قرار گرفت. اگرچه چو دارای بزرگ‌ترین ارتش آماده رزم در بین هفت ایالت جنگ‌طلب، با بیش از یک میلیون سرباز بود، اما قدرت اداری و نظامی آن دچار فساد و چندبخشی بین اشراف‌زادگان بود. ژانگ یی، استراتژیست چین، به پادشاه هوی‌ون پیشنهاد کرد که علاقهٔ چین را بر ضرر چو قرار دهد. طی سال‌های بعد، ژانگ یی تعدادی توطئه دیپلماتیک را علیه چو طراحی و اجرا کرد که با حملات مداوم نظامی در مرز شمال غربی چو پشتیبانی می‌شد. چو شکست‌های زیادی را در نبرد با چین متحمل شد و مجبور شد مناطقی را به چین واگذار کند. پادشاه هوآی یکم چو خشمگین شد و دستور لشکرکشی به چین را صادر کرد، اما توسط ژانگ یی فریب خورد تا روابط دیپلماتیک خود را با متحدانش قطع کند؛ در نتیجه متحدان خشمگین او به چین پیوستند و شکستی سخت را به چو تحمیل کردند. در سال ۲۹۹ پ. م، پادشاه هوآی یکم با ترفند چین در یک گفتگو سیاسی در چین شرکت کرد و در آنجا اسیر شد و تا زمان مرگش گروگان گرفته شد. در این بین، چین چندین حمله به چو انجام داد و در نهایت پایتخت چو، شهر چن (امروزه در جیانگلینگ) را فتح کرد. ولیعهد چو به شرق گریخت و به عنوان پادشاه چینگشیانگ از چو در پایتخت جدید، شهر شوچون (امروزه در شهرستان شوو)، تاجگذاری کرد.

#### جنگ علیه ژائو، هان و وی
در پنج دهه بعدی پس از مرگ شاه هوی‌ون، پادشاه ژائوشیانگ از چین پس از پیروزی در جنوب برابر چو، توجه خود را به دشت‌های مرکزی معطوف کرد. در سال‌های اولیه سلطنت پاشاه ژائوشیانگ، مرزبان رانگ (穰侯) به عنوان صدراعظم چین خدمت می‌کرد و مدام برای لشکرکشی علیه ایالت چی در شرقی‌ترین نقطه چین می‌کوشید. با این حال، مرزبان انگیزه‌های شخصی داشت، زیرا قصد داشت از ارتش قدرتمند چین برای به دست آوردن سرزمین خود در سرزمین‌های چی استفاده کند، زیرا این سرزمین‌ها مستقیماً به چین مرتبط نبودند و تحت مدیریت مستقیم ایالت چین قرار نمی‌گرفتند.
فن سوئی، مشاور خارجی پادشاه ژائوشیانگ، به پادشاه توصیه کرد که از آن لشکرکشی‌های بی‌ثمر علیه کشورهای دوردست دست بردارد. پادشاه ژائوشیانگ به این توصیه توجه کرد و سیاست خارجی چین را به اتخاذ روابط دیپلماتیک خوب با ایالت‌های دور (یان و چی) و تمرکز بر حمله به ایالت‌های نزدیک (ژائو، هان و وی) قرار داد. در نتیجه، چین در دهه‌های بعد شروع به حملات مداوم به هان و وی کرد و چندین منطقه را در مبارزات خود فتح کرد. در آن زمان، قلمروی چین فراتر از ساحل شرقی رودخانه زرد گسترش یافته بود و هان و وی به وضعیت «حائل» برای چین دربرابر سایر ایالت‌های شرق کاهش یافته بود.
از سال ۲۶۵ پ. م، چین تهاجم گسترده‌ای را به هان انجام داد و هان را مجبور به واگذاری قلمرو خود شانگدانگ (امروزه در شانشی) کرد. با این حال، هان به جای آن، شانگدانگ را به ژائو پیشنهاد داد، که منجر به درگیری بین چین و ژائو برای کنترل شانگدانگ شد. چین و ژائو درگیر نبرد سه ساله چانگپینگ شدند و پس از آن محاصره سه ساله پایتخت ژائو، شهر هاندان توسط چین دنبال شد. درگیری در چانگپینگ به عنوان یک جنگ قدرت در نظر گرفته شد، زیرا هر دو طرف نیروهای خود را نه تنها در میدان جنگ، بلکه در زمینه داخلی نیز در برابر یکدیگر قرار دادند. اگرچه چین منابع فراوان و نیروی انسانی وسیعی داشت، اما مجبور بود هر مرد بالای ۱۵ سال را برای انجام وظایف مربوط به جنگ، از خدمات خط مقدم تا لجستیک و کشاورزی، به کار گیرد. پادشاه ژائوشیانگ حتی شخصاً خطوط تدارکات ارتش خود را هدایت می‌کرد. گستره بسیج و فرسودگی پس از آن تا دوهزار سال دیگر در تاریخ جهان دیده نشد، تا اینکه این مفهوم از جنگ تمام عیار دوباره در طول جنگ جهانی اول دیده شد. پیروزی نهایی چین در سال ۲۶۰ پ. م، با استفاده از نقشه‌ای برای ایجاد درگیری داخلی در ژائو که منجر به جایگزینی رهبران نظامی ژائو شد، به دست آمد. پس از پیروزی چین در نبرد چانگپینگ، بای چی، فرمانده چین، دستور اعدام چهارصد هزار اسیر جنگی ژائو با زنده به گور کردن داد. متعاقباً، نیروهای چین در تلاش برای فتح کامل ژائو، به شهر هاندان، پایتخت ژائو، لشکرکشی کردند. با این حال، سربازان چین به خاطر خستگی زیاد و مقاومت جانانه نیروهای ژائو نتوانستند هاندان را تصرف کنند. پادشاه شیائوچنگ از ژائو شش شهر را به عنوان پیشنهاد صلح به چین پیشنهاد داد و پادشاه ژائوشیانگ از چین پس از متقاعد شدن توسط فن سوئی این پیشنهاد را پذیرفت. در ژائو، بسیاری از مقامات به شدت با تصمیم پادشاه شیائوچنگ برای واگذاری شهرها مخالفت کردند و تاخیرهای بعدی باعث شد که محاصره هاندان تا سال ۲۵۸ پ. م طول بکشد. در همین حال، بای چی به‌طور متوالی توسط وانگ شی، وانگ لینگ و ژنگ آنپینگ به عنوان فرمانده چین در محاصره جایگزین شد. در سال ۲۵۷ پ. م، چین پس از سه سال محاصره بی‌فایده هندان، ژائو از ایالت‌های همسایه، وی و چو درخواست کمک کرد. وی در ابتدا برای کمک به ژائو مردد بود، اما پس از اینکه دید که چین پس از سال‌ها جنگ خسته شده بود، به چین حمله کرد. نیروهای چین متلاشی شدند و عقب‌نشینی کردند و ژنگ آنپینگ تسلیم شد. نیروهای ترکیبی وی و چو به تعقیب ارتش چین در حال عقب‌نشینی ادامه دادند. وی موفق شد بخشی از سرزمین‌های اصلی خود را که پیشتر به چین باخته بود، پس بگیرد.

#### کارهای زیربنایی
در اواسط قرن سوم پیش از میلاد، ژنگ گو، یک مهندس آبیاری از ایالت هان، به چین فرستاده شد تا در مورد ساخت آبراهه‌های آبیاری، به پادشاه ژائوشیانگ مشاوره دهد. همان‌طور که از سیستم آبیاری رودخانه مین آن مشهود است، چین تمایل زیادی به ساخت آبراهه‌های بزرگ داشت. پادشاه ژائوشیانگ ایده ژنگ گوو در مورد ساخت آبراهی حتی بزرگتر را تأیید کرد. این پروژه در سال ۲۶۴ پ. م تکمیل شد، آبراهه نیز به نام ژنگ نامگذاری شد. چین از این پروژه سود زیادی برد زیرا به دلیل سیستم آبیاری خوب و افزایش کشاورزی به یکی از حاصلخیزترین ایالت‌های چین تبدیل شده بود و در نتیجه می‌توانست نیروهای بیشتری را جمع‌آوری کند.

نقشه متحرک دوره ایالت‌های جنگ‌طلب

### اتحاد
در سال ۲۴۷ پ. م، یینگ ژنگ ۱۳ ساله پس از مرگ ناگهانی پادشاه ژوانگ شیانگ، پادشاه چین شد. با این حال، یینگ ژنگ تا سال ۲۳۸ پ. م قدرت سیاسی را به‌طور کامل در دستان خود نداشت؛ او با حذف رقبای سیاسی خود، لو بووی و لائو آی، قدرت را کامل به دست گرفت. یینگ ژنگ طرحی را برای فتح شش ایالت دیگر و متحد کردن چین با کمک لی سی و وی لیائو تدوین کرد.
در سال ۲۳۰ پ. م، چین به هان، که ضعیف‌ترین ایالت در میان هفت ایالت جنگ‌طلب بود حمله کرد و در عرض یک سال موفق شد هان را فتح کند. از سال ۲۳۶ پ. م، چین چندین حمله به ژائو، که سه دهه پیش در نبرد چانگپینگ ویران شده بود، آغاز کرد. اگرچه چین با مقاومت شدید نیروهای ژائو به رهبری ژنرال لی مو مواجه شد، اما با این وجود توانست با استفاده از ترفندی برای ایجاد اختلاف بین پادشاه چیان از ژائو و لی مو، باعث شود که پادشاه چیان دستور اعدام لی مو را صادر کند و او را با ژائو کنگ، که شایستگی کمتری داشت، جایگزین کند، در نتیجه ارتش ژائو شکست خورد. ژائو در نهایت در سال ۲۲۸ پ. م، پس از تصرف پایتخت شهر هندان به دست چین افتاد. با این حال، یکی از اشراف ژائو توانست با نیروهای باقی مانده فرار کند و خود را پادشاه دای اعلام کند. دای شش سال بعد به دست چین سقوط کرد.
پس از سقوط ژائو، چین توجه خود را به سمت یان معطوف کرد. ولیعهد دان از یان، جینگ که را برای ترور یینگ ژنگ فرستاد، اما تلاش برای ترور شکست خورد و چین از آن به عنوان بهانه ای برای حمله به یان استفاده کرد. یان در نبردی در ساحل شرقی رودخانه یی در سال ۲۲۶ پ. م از چین شکست خورد و پادشاه شی از یان با نیروهای باقی مانده خود به لیائودونگ گریخت. چین در سال ۲۲۲ پ. م دوباره به یان حمله کرد و یان را به‌طور کامل ضمیمه کرد. در سال ۲۲۵ پ. م، ارتش چین به رهبری وانگ بن به وی حمله کرد و شهر دالیانگ، پایتخت وی، را به مدت سه ماه محاصره کرد. وانگ بن آب‌های رودخانه زرد و آبراهه هنگ را به سمت دالیانگ هدایت کرد. پادشاه جیا از وی تسلیم شد و وی فتح گردید. در سال ۲۲۴ پ. م، چین برای حمله به چو، قدرتمندترین رقیب خود در میان شش ایالت، آماده شد. سردار کهنه‌کار وانگ جیان در طی بحثی بین یانگ ژنگ و زیردستانش ادعا کرد که سپاهی حداقل ششصدهزار نفره برای فتح چو نیاز است، ولی ژنرال جوان‌تر لی شین فکر می‌کرد که دویست‌هزار مرد کافی است. یینگ ژنگ، لی شین را به فرماندهی ارتش چین برای حمله به چو قرار داد. مدافعان چو به رهبری شیانگ یان، ارتش لی شین را غافلگیر کردند و مهاجمان چین را شکست دادند. این شکست به عنوان بزرگ‌ترین شکست برای چین در جنگ‌های خود برای متحد کردن چین تلقی می‌شود. یینگ ژنگ، وانگ جیان را همان‌طور که درخواست کرده بود فرمانده ارتش ششصدهزار نفری گماشت و به وانگ جیان دستور داد تا حمله دیگری به چو را رهبری کند. وانگ جیان در ۲۲۴ پ. م یک پیروزی بزرگ در برابر نیروهای چو به دست آورد و شیانگ یان در رزمگاه کشته شد. سال بعد، چین با پیشروی شهر شوچون، پایتخت چو، را تصرف کرد و به وجود چو پایان داد. در سال ۲۲۲ پ. م، ارتش چین به سمت جنوب پیشروی کرد و منطقه وویو (امروزه در چجیانگ و جیانگسو) را ضمیمه کرد. تا سال ۲۲۱ پ. م، چی تنها ایالت رقیب باقی مانده بود. چین از طریق یک مسیر انحرافی جنوبی، از رویارویی مستقیم با نیروهای چی در مرز غربی چی اجتناب کرد و به سرعت به شهر لینزی، پایتخت چی، رسید. نیروهای چی غافلگیر شدند و بدون مقاومت تسلیم شدند. پس از سقوط چی در سال ۲۲۱ پ. م، کشور چین تحت حکومت چین متحد شد. یینگ ژنگ خودش را چین شی هوآنگ (به معنای نخستین امپراتور چین) نامید و دودمان چین را بنیان نهاد و تبدیل به نخستین شهریاری شد که به همه کشور چین فرمان می‌راند.

## فرهنگ و جامعه

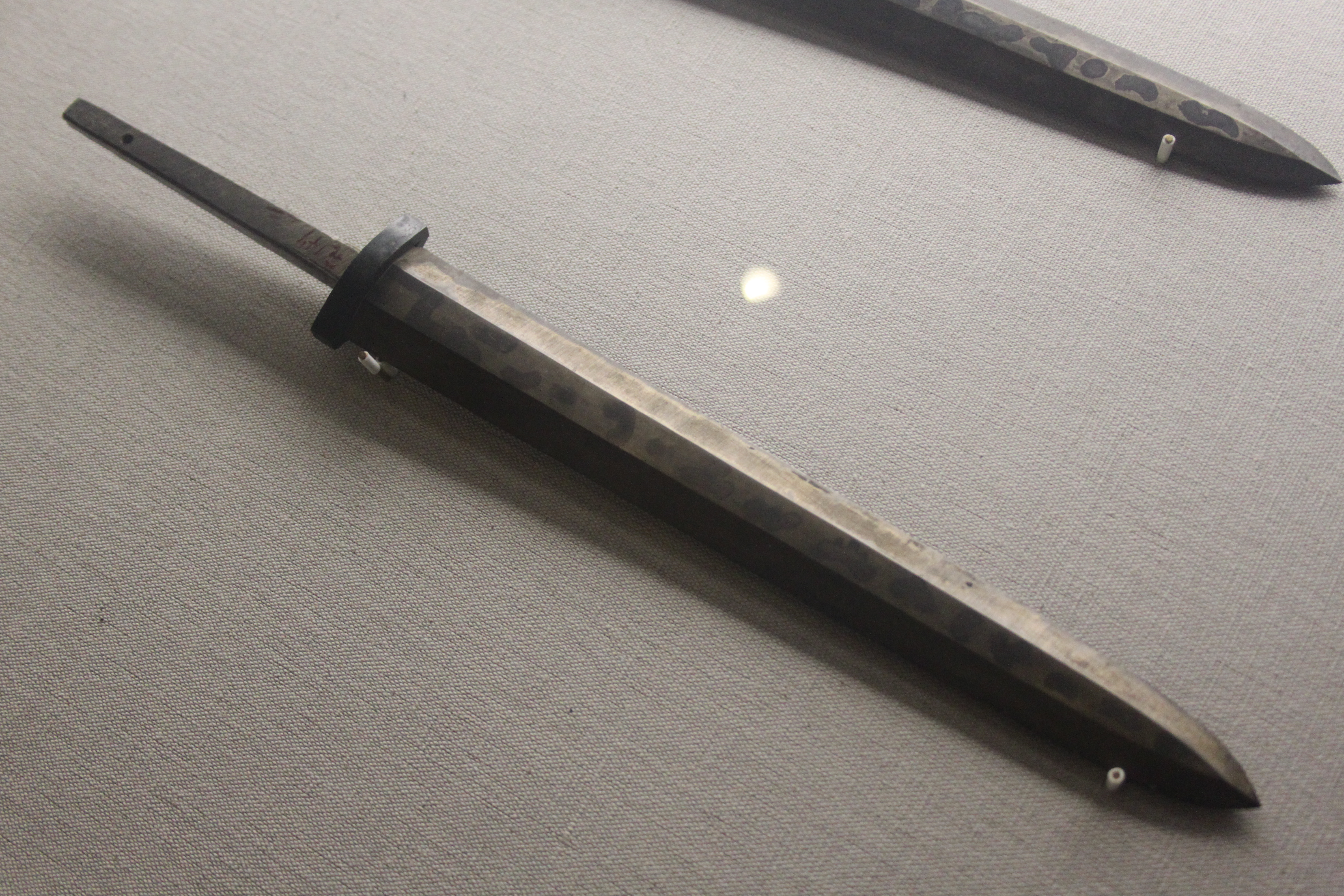
سر نیزه مربوط به ایالت چین

قبل از اتحاد چین، هر ایالت آداب و رسوم و فرهنگ خاص خود را داشت. به گفته وو، طبیعت مردم نتیجه حکومت است که به نوبه خود نتیجه ناهمواری زمین است. هر یک از حالت‌ها توسط وو به این شکل توضیح داده شده است. شونزی، فیلسوف کنفوسیوسی، پس از بازدید از چین در سال ۲۶۴ پ. م، خاطرنشان کرد که جامعه جین «ساده و بی‌پیرایه» بود و مردم آن در هیبت مقامات خود ایستادند، اما کاملاً فاقد سواد کنفوسیوسی بودند. اگرچه اکثر کنفوسیوس‌گراهای آن زمان به دلیل «فقدان خطرناک دانشمندان کنفوسیوس» چین را دوست نداشت، اما فیلسوف کنفوسیوسی، شونزی، در مورد اواخر چین نوشت که «ویژگی‌های مکانی آن ذاتاً سودمند است» و «منابع طبیعی چندگانه‌اش قدرت ذاتی قابل توجهی به آن بخشیده است. مردم آن دست نخورده و به شدت متواضع بودند. افسران آن بی‌وقفه محترم، جدی، خاشع، وفادار و قابل‌اعتماد هستند. و مقامات عالی آن مردمی، باهوش و در انجام وظایف محوله اهتمام می‌ورزیدند. دادگاه‌ها و دفاتر آن بدون تأخیر و با چنان نرمی کار می‌کردند که گویی اصلاً دولتی وجود ندارد.»

## فهرست فرمانروایان
| عنوان                      | نام                     | دوره حکومت (پیش از میلاد) | رابطه                                    | یادداشت                                                                                  |
| -------------------------- | ----------------------- | ------------------------- | ---------------------------------------- | ---------------------------------------------------------------------------------------- |
| فیزی非子                   |                         | ؟ -۸۵۸                    | پسر دالوئو، نسل پنجم نوادگان ایلای       | توسط پادشاه شیائو از ژو در چین صاحب ملک شد                                               |
| مرزبان چین秦侯             |                         | ۸۵۷–۸۴۸                   | پسر فیزی                                 | عنوانی که توسط نسل‌های بعد برای احترام داده شد                                            |
| گونگبو公伯                 |                         | ۸۴۷–۸۴۵                   | پسر مرزبان چین                           |                                                                                          |
| چین ژونگ秦仲               |                         | ۸۴۴–۸۳۳                   | پسر گونگبو                               |                                                                                          |
| حاکم ژوانگ秦莊公           |                         | ۸۲۱–۷۷۸                   | پسر چین ژونگ                             | عنوانی که توسط نسل‌های بعد برای احترام داده شد                                            |
| حاکم شیانگ秦襄公           |                         | ۷۷۷–۷۶۶                   | پسر حاکم ژوانگ                           | نخستین فرمانروا با این عنوان                                                             |
| حاکم ون秦文公              |                         | ۷۶۵–۷۱۶                   | پسر حاکم شیانگ                           |                                                                                          |
| حاکم شیان秦憲公            |                         | ۷۱۵–۷۰۴                   | نوه حاکم ون                              | معمولا به اشتباه حاکم دینگ گفته می‌شود (秦寧公)                                           |
| چوزی یکم出子               | من 曼                   | ۷۰۳–۶۹۸                   | پسر حاکم شیان                            |                                                                                          |
| حاکم وو秦武公              |                         | ۶۹۷–۶۷۸                   | پسر حاکم شیان                            |                                                                                          |
| حاکم ده秦德公              |                         | ۶۷۷–۶۷۶                   | پسر حاکم شیان؛ برادر کوچک‌تر حاکم وو      |                                                                                          |
| حاکم شوآن秦宣公            |                         | ۶۷۵–۶۶۴                   | پسر حاکم ده                              |                                                                                          |
| حاکم چنگ秦成公             |                         | ۶۶۳۰۶۶۰                   | پسر حاکم ده؛ برادر کوچک‌تر حاکم شوآن      |                                                                                          |
| حاکم مو秦穆公              | رنهائو 任好             | ۶۵۹–۶۲۱                   | پسر حاکم ده؛ برادر کوچک‌تر حاکم چنگ       |                                                                                          |
| حاکم کانگ秦康公            | یینگ 罃                 | ۶۲۰–۶۰۹                   | پسر حاکم مو                              |                                                                                          |
| حاکم گونگ秦共公            | دائو 稻                 | ۶۰۸–۶۰۴                   | پسر حاکم کانگ                            |                                                                                          |
| حاکم هوآن秦桓公            | رونگ 榮                 | ۶۰۳–۵۷۷                   | پسر حاکم گونگ                            |                                                                                          |
| حاکم جینگ秦景公            | شی 石                   | ۵۷۶–۵۳۷                   | پسر حاکم هوآن                            |                                                                                          |
| حاکم آی秦哀公              |                         | ۵۳۶–۵۰۱                   | پسر حاکم جینگ                            |                                                                                          |
| حاکم هویی یکم秦惠公        |                         | ۵۰۰–۴۹۳                   | نوه حاکم آی                              |                                                                                          |
| حاکم دائو秦悼公            |                         | ۴۹۱–۴۷۷                   | پسر حاکم هویی یکم                        |                                                                                          |
| حاکم لیگونگ秦厲龔公        |                         | ۴۷۶–۴۴۳                   | پسر حاکم دائو                            |                                                                                          |
| حاکم زائو秦躁公            |                         | ۴۴۲–۴۲۹                   | پسر حاکم لیگونگ                          |                                                                                          |
| حاکم هوآی秦懷公            |                         | ۴۲۸–۴۲۵                   | پسر حاکم لیگونگ؛ برادر کوچک‌تر زائو       |                                                                                          |
| حاکم لینگ秦靈公            |                         | ۴۲۴–۴۱۵                   | نوه حاکم هوآی                            | همچنین حاکم سیلونگ (秦肅靈公)                                                            |
| حاکم جیان秦簡公            |                         | ۴۱۴–۴۰۰                   | پسر حاکم هوآی؛ عموی حاکم لینگ            |                                                                                          |
| حاکم هویی دوم秦惠公        |                         | ۳۹۹–۳۸۷                   | پسر حاکم جیان                            |                                                                                          |
| چوزی دوم出子               |                         | ۳۸۶–۳۸۵                   | پسر حاکم هویی دوم                        | همچنین حاکم چو (秦出公), شائو ژو (秦少主), و شیائوژو (秦小主)                            |
| حاکم شیان秦獻公            | شیژی یا لیان 師隰 or 連 | ۳۸۴–۳۲۶                   | پسر حاکم لینگ                            | همچینین حاکم یوآنشیان (秦元獻公) و پادشاه یوآن (秦元王)                                  |
| حاکم شیائو秦孝公           | چولیانگ 渠梁            | ۳۶۱–۳۳۸                   | پسر حاکم شیان                            | همچنین پادشاه پینگ (秦平王)                                                              |
| پادشاه هوی‌ون秦惠文王       | سی 駟                   | ۳۷۷–۳۱۱                   | پسر حاکم شیائو                           | همچنین پادشاه هویی (惠王); نخستین فرمانروایی که عنوان پادشاه را در ۳۲۵ پ. م به دست آورد. |
| پادشاه وو秦武王            | دنگ 蕩                  | ۳۱۰–۳۰۷                   | پسر پادشاه هوی‌ون                         | همچنین پادشاه دائووو (秦悼武王) و پادشاه وولی (秦武烈王)                                 |
| پادشاه ژائو شیانگ秦昭襄王  | زه یا جی 則 or 稷       | ۳۰۶–۲۵۱                   | پسر پادشاه هوی‌ون؛ برادر کوچک‌تر پادشاه وو | همچنین پادشاه ژائو (昭王)                                                                |
| پادشاه شیائو ون秦孝文王    | ژو 柱                   | ۲۵۰                       | پسر پادشاه ژائو شیانگ                    | شناخته شده با فرمانروا آنگو (安國君) پیش از رسیدن به پادشاهی                             |
| پادشاه ژوآنگ شیانگ秦莊襄王 | زیچو 子楚               | ۲۵۰–۲۴۷                   | پسر پادشاه شیائو ون                      | همچنین پادشاه ژوآنگ (秦莊王); نام اصلی یی رن (異人)                                      |
| شی هوآنگدی秦始皇           | ژنگ 政                  | ۲۴۶–۲۱۱                   | پسر پادشاه ژوآنگ شیانگ                   | پادشاه چین ۲۴۶–۲۲۱ پ. م؛ امپراتور دودمان چین ۲۲۱–۲۱۰ پ. م                                |